# Marlborough College

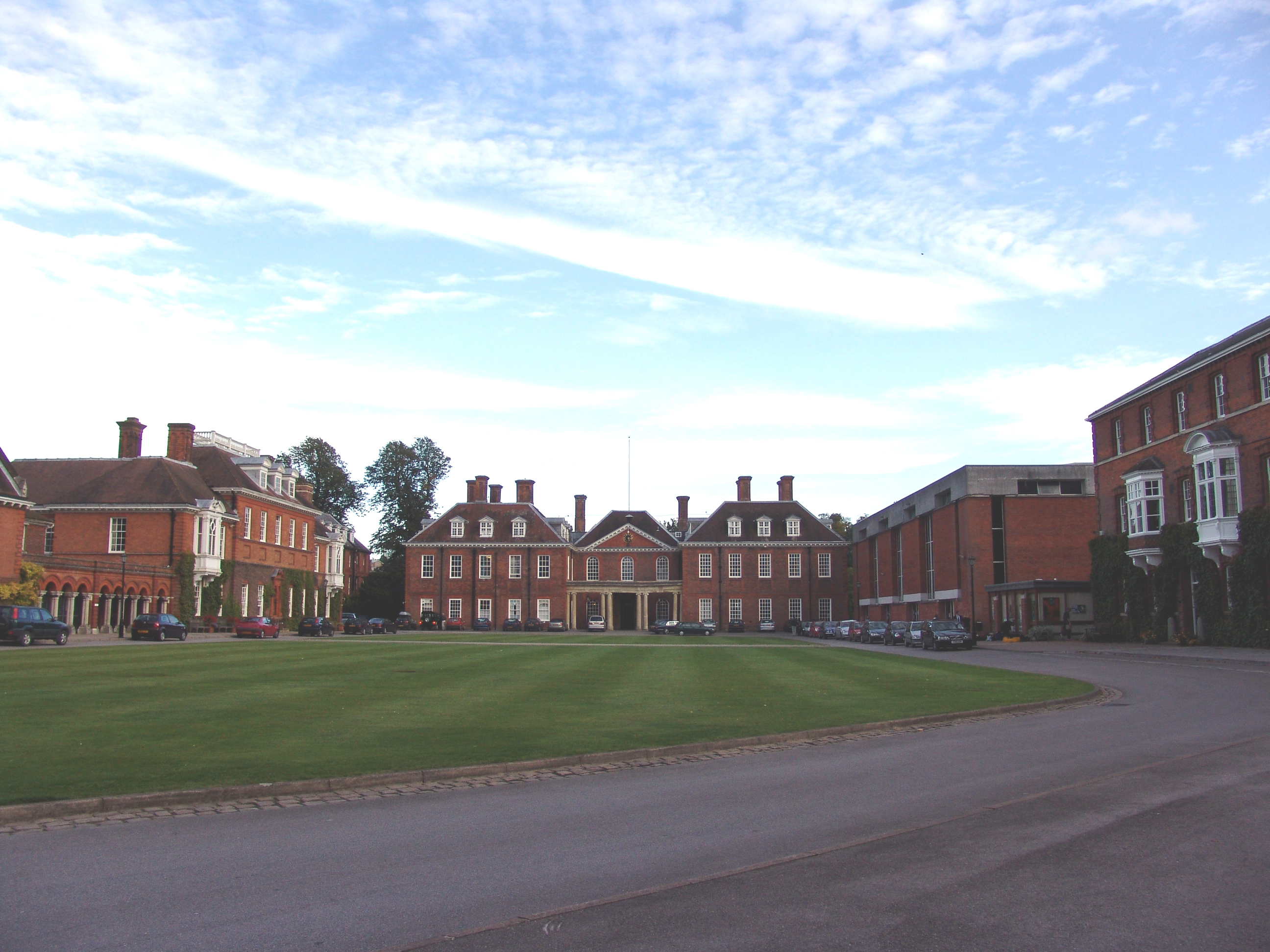
Alcuni antichi edifici della scuola

Il Marlborough College è una scuola indipendente coeducazionale situata a Marlborough (Wiltshire).
Fu fondata nel 1843 per l'educazione dei figli del clero della Chiesa d'Inghilterra. Al giorno d'oggi la scuola accetta sia ragazzi e ragazze di tutte le religioni. Attualmente vi sono solo oltre 800 alunni, circa un terzo dei quali di sesso femminile. Per essere ammessi gli allievi debbono aver compiuto 13 anni.
Marlborough fu, nel 1968, la prima scuola indipendente britannica a consentire la partecipazione di ragazze nel sixth form. Il College diventò completamente misto nel 1989. Il College è stato pioniere anche in altri campi, dando un contributo importante allo School Mathematics Project (dal 1961) e avviando l'insegnamento dei Business Studies presso l'Advanced Level (dal 1968). Il Fagging fu ufficialmente abolito nel 1920, e Marlborough fu una delle prime scuole pubbliche a farlo. Nel 1963 un gruppo di ragazzi, guidati dal futuro biografo politico Ben Pimlott, scrisse un libro, "Marlborough, un esame aperto scritto dai ragazzi," che descriveva la vita della scuola.